# Joan Amèzaga i Solé
Joan Amèzaga i Solé   (Tàrrega, 26 de març de 1951) és un polític i mestre català.

## Biografia
Nascut al carrer Agoders de Tàrrega el 26 de març de 1951, Joan Amézaga i Solé és casat i pare de dos fills. Llicenciat en Sociologia per la Universitat Complutense de Madrid, exerceix de professor a l'Escola Universitària de Treball Social de la Universitat de Lleida.
Joan Amézaga i Solé ha estat vinculat durant vint anys al moviment associatiu de pares i mares d'alumnes de l'escola pública, sent vicepresident de la Federació d'Associacions de Pares d'Alumnes de Catalunya i, entre 1998 i 2002, vicepresident de la Confederació Espanyola d'Associacions de Pares d'Alumnes.

## Carrera política
En política, va entrar com a regidor a l'Ajuntament de Tàrrega l'any 1983, on va desenvolupar aquesta tasca fins al juny de 2015, essent així la persona que ha format part de l'arc consistorial targarí durant més anys de forma ininterrompuda.
Entre el 1983 i el 1999 és regidor a les llistes en representació del Partit dels Socialistes de Catalunya (PSC). Exerceix de Primer Tinent d'Alcalde entre el 1987 i el 1991, fruit d'un pacte de govern amb Independents per Tàrrega i Agregats (ITA). Després, entre el 1995 i el 1999 assumeix la Regidoria de Finances mitjançant el pacte de govern subscrit amb CiU. A partir de l'any 1999 forma part de la candidatura de l'Agrupació d'Independents Progressistes Nacionalistes (AIPN), de la qual és el cap de llista i portaveu del grup municipal, a l'oposició fins al 2003.
Després dels comicis municipals del 2003, Amézaga és elegit alcalde mitjançant el pacte de govern subscrit entre AIPN, PSC i ERC. És el primer cop des de la transició democràtica que Tàrrega és governada per forces d'esquerres. L'any 2007 encapçala una candidatura conjunta d'AIPN-PSC i és reelegit en el càrrec d'alcalde mitjançant un acord de govern amb ERC i ICV. Als comicis de l'any 2011 repeteix com a cap de llista d'AIPN-PSC i el seu grup passa a l'oposició. En la legislatura 2011-2015 també fou diputat provincial a la Diputació de Lleida.